# Аргумент з аналогії
Аргумент з аналогії — це особливий тип індуктивного аргументу, за допомогою якого сприйняті подібності використовуються як основа для висновку про деяку подальшу подібність, яку ще потрібно спостерігати. Аналогічне міркування є одним із найпоширеніших методів, за допомогою якого люди намагаються зрозуміти світ і ухвалювати рішення. Коли людина має поганий досвід роботи з продуктом і вирішує більше нічого не купувати у виробника, це часто є випадком аналогічного міркування. Це також приховано в більшій частині науки; наприклад, експерименти на лабораторних щурах, як правило, проводяться на основі того, що деякі фізіологічні подібності між щурами та людьми спричиняють певну подальшу подібність (наприклад, можливі реакції на ліки).

## Структура
Процес висновку з аналогії передбачає позначення спільних властивостей двох або більше речей і на основі цього висновок про те, що вони також мають деякі інші властивості. Структуру або форму можна узагальнити так:
P і Q подібні за властивостями a, b і c.
Було виявлено, що P має додаткову властивість x.
Тому Q, ймовірно, також має властивість x.
Аргумент не стверджує, що ці дві речі ідентичні, лише те, що вони схожі. Аргумент може надати нам гарний доказ для висновку, але висновок не випливає з логічної необхідності. Визначення сили аргументу вимагає, щоб ми брали до уваги більше, ніж просто форму: зміст також має піддаватися пильній перевірці.

## Аналіз аргументів за аналогією

### Сила аналогії
Кілька факторів впливають на силу аргументу з аналогії:
- Релевантність (позитивна чи негативна) відомих подібностей до подібності, зробленої у висновку.[2][3]
- Ступінь відповідної подібності (або несхожості) між двома об'єктами.[2]
- Обсяг та різноманітність випадків, які складають основу аналогії.[2]

### Контраргументи
Аргументи з аналогії можуть бути піддані нападу шляхом використання дисаналогії, контраналогії та вказівки на ненавмисні наслідки аналогії. Щоб зрозуміти, як можна аналізувати аргумент за аналогією, розглянемо телеологічний аргумент і критику цього аргументу, висунуту філософом Девідом Х'юмом.
Згідно з аналогічними міркуваннями в телеологічному аргументі, було б смішно припускати, що такий складний об’єкт, як годинник, виник у результаті якогось випадкового процесу. Оскільки ми не маємо жодних проблем зробити висновок, що такі об’єкти, мабуть, мали розумного дизайнера, який створив їх з певною метою, ми повинні зробити такий же висновок щодо іншого складного й, очевидно, спроектованого об’єкта: Всесвіту.
Юм стверджував, що всесвіт і годинник мають багато істотних відмінностей; наприклад, Всесвіт часто дуже невпорядкований і випадковий. Це стратегія «дизаналогії»: так само, як кількість і різноманітність відповідних подібностей між двома об’єктами підсилює аналогічний висновок, так само кількість і різноманітність відповідних відмінностей послаблюють його. Створюючи «контрааналогію», Юм стверджував, що деякі природні об’єкти, здається, мають порядок і складність (наприклад, сніжинки), але не є результатом розумного управління. Але так само, як порядок і складність сніжинки можуть не мати напрямку, причини порядку і складності можуть. Тож це було б прикладом спростування шляхом постановки запитання. Нарешті, Юм наводить багато можливих «ненавмисних наслідків» аргументу; наприклад, враховуючи, що такі об’єкти, як годинник, часто є результатом праці груп індивідів, аргументація, використана телеологічним аргументом, здається, підтверджує політеїзм.

## Помилкова аналогія
Хибна аналогія - це помилковий приклад аргументу з аналогії.
Аргумент аналогії є послабленим, якщо він неадекватний у будь-якому з наведених вище аспектів . Термін «помилкова аналогія» походить від філософа Джона Стюарта Мілля, який був одним із перших, хто залучився до детального дослідження аналогічних міркувань.  Один із прикладів Мілля включав висновок про те, що якась людина лінива, виходячи зі спостереження, що його чи її рідний брат ледачий. Згідно з Міллом, спільне використання батьків не настільки стосується властивості лінощів (хоча це, зокрема, є прикладом хибного узагальнення, а не хибної аналогії). 

### Приклади
Основний приклад:
Планети Сонячної системи обертаються навколо зірки.
Електрони в атомі обертаються навколо ядра, і електрони миттєво перескакують з орбіти на орбіту.
Тому планети в Сонячній системі миттєво перескакують з орбіти на орбіту.
Це хибна аналогія, оскільки вона не враховує відповідних відмінностей між сонячною системою та атомом.

## Дивіться також
- Судження на основі випадків[en]
- Казуїстика
- Conversation theory#Analogy[en]
- Спростовне міркування[en]
- Правознавство
- Проблема індукції